# Distrito de Yantaló
El distrito de Yantaló es uno de los seis que conforman la provincia de Moyobamba, ubicada en el departamento de San Martín, en el Norte del Perú.

## Geografía
La capital se encuentra situada a 960 m. s. n. m.

## Infraestructura y desarrollo
El distrito cuenta con la Clínica Docente Adelina Soplín y el Centro Internacional de Diagnóstico, gracias a la Yantalo Peru Foundation. Médicos voluntarios de 16 países de diferentes especialidades visitan Yantalo entre ellos estudiantes, residentes y profesionales de medicina general odontología, salud pública y servicio social.[cita requerida]
Además, cuenta con un centro de salud, perteneciente a la Red Moyobamba de la Dirección Regional de Salud de San Martín.